# Mark Tanui
Mark Tanui (* 1977) ist ein kenianischer Marathonläufer.
2005 wurde er Fünfter beim CPC Loop Den Haag. 2006 siegte er beim Venloop und 2007 beim Singelloop Utrecht.
2008 wurde er jeweils Zweiter beim Halbmarathonbewerb des Marrakesch-Marathons und beim Oelder Citylauf, Dritter beim Prag-Halbmarathon und Zehnter beim Eindhoven-Marathon. Im Jahr darauf wurde er Fünfter beim Utrecht-Marathon und Zweiter beim La-Rochelle-Marathon. Einem zweiten Platz beim Marathon des Alpes-Maritimes 2010 folgte ein Sieg bei der Route du Louvre 2011. 2012 wurde er Vierter beim Madrid-Marathon.

## Persönliche Bestzeiten
- 10-km-Straßenlauf: 27:52 min, 7. Oktober 2007, Utrecht
- Halbmarathon: 1:01:25 h, 27. Januar 2008, Marrakesch
- Marathon: 2:11:02 h, 14. November 2010, Cannes
- 3000 m Hindernis: 8:29,8 min, 12. Juli 2003, Nairobi